# Grallaricula
Grallaricula é um género de aves da família Grallariidae.
Este género contém as seguintes espécies:
- Grallaricula flavirostris
- Grallaricula ferrugineipectus
- Grallaricula loricata
- Grallaricula cucullata
- Grallaricula peruviana
- Grallaricula ochraceifrons
- Grallaricula nana
- Grallaricula lineifrons